# Şifanur Gül
Şifanur Gül, född 26 november 1997 i Ankara, är en turkisk skådespelare.
Gül har bland annat medverkat i TV-serierna As the Crow Flies, The Tailor och Creature.

## Filmografi
- 2022–2024 – As the Crow Flies (TV-serie)
- 2023 – The Tailor (TV-serie)
- 2023 – Creature (TV-serie)